# ダビルシム
ダビルシム (Dabirsim) はフランスで生産、調教された競走馬である。おもな勝利はモルニ賞、ジャン・リュック・ラガルデール賞。馬名の意味は馬主とその家族の名前を組み合わせた造語（後述）。日本で活躍し、引退後はアメリカで種牡馬となったハットトリックの初年度産駒で、産駒初のG1競走優勝馬となった。

## 経歴

### デビュー前
母Rumoredはアメリカで繁殖生活を送っていたが、2008年のキーンランドノーベンバーセールでハットトリックを受胎した状態で6万ドルで落札され、フランスに渡ってダビルシムを生む。いわゆる持ち込み馬である。その後ダビルシムは1歳時の2010年にドーヴィルオーガストイヤリングセールに出され、3万ユーロで落札される。

### 2歳時
ボルドー近郊のラ・テスト＝ド＝ビュックを拠点とする若手調教師クリストフ・フェルランのもとで調教され、デビュー戦を出負けしながら馬なりのまま10馬身差で圧勝し、注目を集める。2戦目も馬なりで危なげなく勝つと、3戦目でG1モルニ賞と同じコースで行われる前哨戦のG3カブール賞に挑戦。中団後方から差し切って重賞初制覇を挙げる。この勝利はフェルランにとっても初の重賞勝ちであった。G1初挑戦となったモルニ賞では鞍上にランフランコ・デットーリを配して臨み、G2ロベールパパン賞など重賞2勝で実績上位のFamily Oneを差し置いての1番人気に推される。レースでは中団後方から残り200メートル余りで逃げるFamily Oneをかわして抜け出し、3馬身差の快勝でG1初制覇を飾った。この勝利を受け、馬主のシモン・シュプリンガーのもとには複数のトレード話が舞い込んだが、シモンはダビルシムの馬名は息子のDavid、妻のBirgitte、自身のSimonを組み合わせたものであり、ダビルシムを売ることは家族を売ることと同じだとしてそれらを断っている。また、デットーリはモルニ賞の勝ちっぷりから英G1ミドルパークステークスへの出走を進言。フェルランも同レースへの出走を表明したが、後日ジャン・リュック・ラガルデール賞への出走に切り替えた。そのジャン・リュック・ラガルデール賞ではスタートであおって最後方からの競馬になったが、残り200メートル余りから最内を突いて追い込み、逃げを打ったSalureをゴール前でとらえてG1競走2勝目を飾った。この勝利に対し、デットーリはダビルシムを「これまでに乗った中で最高の2歳馬でスーパースターだ。間違いなく2000ギニー馬になれる」と賛えている。
平地競走シーズン終了後、この年の活躍が評価され、カルティエ賞最優秀2歳牡馬に選出された。また、ワールド・サラブレッド・ランキングではレーシングポストトロフィー勝ち馬Camelotとともに、世代トップの119のレイティングを与えられた。翌年3月には、2歳馬ながら2011年のフランス年度代表馬に選出されている。2歳でのフランス年度代表馬選出は1980年のSaint Cyrein、1991年のアラジに続く、20年ぶり3頭目の栄誉であった。

### 3歳以降
オフシーズンは自厩舎でトレーニングを積みながら過ごす。当時、フェルランは春のレース選択として、初のマイル戦となるG3フォンテーヌブロー賞からプール・デッセ・デ・プーラン（仏2000ギニー）、G3ジェベル賞を叩いてから渡英して2000ギニー、2つのプランを挙げていた。その後、シーズン開始直後のイギリス遠征は時期尚早として、国内に留まって仏2000ギニーを目指し、順調であればロイヤルアスコット開催のセントジェームズパレスステークスに遠征することを表明した。4月にはデットーリに替わり、年間を通して優先的にダビルシムに騎乗する契約を結んだクリストフ・スミヨンを主戦騎手として迎えている。
シーズン初戦のフォンテーヌブロー賞は、4番手追走から直線で早めに抜けだしたが、後方にいたDragon Pulseにゴール寸前わずかに差し切られ、デビューからの連勝がストップした。先頭に立つ前後にスミヨンが何度も後ろを振り返っていたことから、それがダビルシムの走りに影響したのではという指摘や、その騎乗ぶりへの批判の声も上がった。この敗戦を受け、本番のプール・デッセ・デ・プーランではスローでかからないよう、同レースの出走馬Venetoをペースメーカーとして契約し、呼吸しやすいようにハミ吊りを装着する対策を施した。しかしレースではかかり気味に中団を追走し、直線では2度の前が壁になる不利もあって伸び切れず、約1馬身差の6着と敗れた。レース後、スミヨンとフェルランはともに、マイルの距離がダビルシムに適さなかったことを敗因とし、フェルランはジュライカップへの参戦の検討など、短距離路線への転換を示唆した。また、レースの2日後には、スミヨンがダビルシムとの相性が合わないことを理由に契約の解除を申し入れ、コンビを解消している。その後は秋に復帰の意向が伝えられ、フォレ賞に一次登録されるなどしたが、結局復帰することはなかった。
4歳になり、4月の復帰に向けて調教を積まれていたが、4月17日に引退と種牡馬入りが発表された。プール・デッセ・デ・プーラン以降は脚部不安をくり返していたという。

### 種牡馬時代
引退発表時は繋養先は未定だったが、後にドイツのカルツォフ牧場で種牡馬入りし、2014年から供用されることになった。初年度種付料は9000ユーロ。産駒の活躍に対し、最初の勝ち馬に2万ユーロ、最初の重賞勝ち馬に5万ユーロ、最初のG1勝ち馬に10万ユーロが生産者に支払われるという、異例のボーナスが設定された。初年度の種付け頭数は134頭で、これはドイツにおける新記録である。2015年1月16日に最初の産駒が誕生した。同年も100頭以上の種付けを行い、3年目以降により多くの種付けのオファーを受けることを期待し、2016年にフランスのグランシャン牧場に移動する。
2017年に初年度産駒がデビューし、同年4月17日にフランスのリオン＝ダンジェ競馬場で産駒による初勝利を飾る。6月23日にロイヤルアスコット開催のアルバニーステークス（英G3）で産駒による重賞初勝利。この年はフランスのリーディングファーストシーズンサイアーとなり、ヨーロッパファーストシーズンサイアーランキングでも2位につける活躍で、2018年の種付料は3万ドルへと大幅に増額された。それでもこの年の種付け申し込みは200頭を数え、頭数を減らすために断りを入れるほどの人気ぶりだった。
2024年12月10日に行われたアルカナ社繁殖セールにて16万ユーロ（約2560万円）で落札され、2025年より北アフリカのリビアで種牡馬生活を送る。

#### 主な産駒
- Coeur de Beaute / クールデボーテ - インプルーデンス賞（仏G3）
- Different League / ディファレントリーグ - アルバニーステークス（英G3）、チェヴァリーパークステークス2着

## 競走成績
| 競走日     | 競馬場     | 競走名                           | 格 | 距離    | 着順 | 着差    | 騎手         | 1着馬（2着馬） |
| ---------- | ---------- | -------------------------------- | -- | ------- | ---- | ------- | ------------ | -------------- |
| 2011.06.08 | ラ・テスト | 未勝利戦                         |    | 芝1200m | 1着  | 10馬身  | P.ソゴーブ   | (Everett)      |
| 0000.07.05 | ラ・テスト | 一般戦                           |    | 芝1200m | 1着  | 3/4馬身 | P.ソゴーブ   | (Skadar Lake)  |
| 0000.07.31 | ドーヴィル | カブール賞                       | G3 | 芝1200m | 1着  | 1馬身   | P.ソゴーブ   | (B Fifty Two)  |
| 0000.08.21 | ドーヴィル | モルニ賞                         | G1 | 芝1200m | 1着  | 3馬身   | F.デットーリ | (Family One)   |
| 0000.10.02 | ロンシャン | ジャン・リュック・ラガルデール賞 | G1 | 芝1400m | 1着  | 3/4馬身 | F.デットーリ | (Sofast)       |
| 2012.04.15 | ロンシャン | フォンテーヌブロー賞             | G3 | 芝1600m | 2着  | -短頭   | C.スミヨン   | Dragon Pulse   |
| 0000.05.13 | ロンシャン | プール・デッセ・デ・プーラン     | G1 | 芝1600m | 6着  | -1馬身  | C.スミヨン   | Lucayan        |

## 血統表
| ダビルシム (Dabirsim)の血統                | ダビルシム (Dabirsim)の血統                                   | ダビルシム (Dabirsim)の血統          | （血統表の出典）                     | （血統表の出典） |
| 父系                                       | （サンデーサイレンス系 /ヘイロー系）                          | （サンデーサイレンス系 /ヘイロー系） | （サンデーサイレンス系 /ヘイロー系） | [ § 2 ]          |
| 父 ハットトリック 2001 青鹿毛 北海道追分町 | 父の父*サンデーサイレンス Sunday Silence 1986 青鹿毛 アメリカ | Halo                                 | Hail to Reason                       | Hail to Reason   |
| 父 ハットトリック 2001 青鹿毛 北海道追分町 | 父の父*サンデーサイレンス Sunday Silence 1986 青鹿毛 アメリカ | Halo                                 | Cosmah                               |                  |
| 父 ハットトリック 2001 青鹿毛 北海道追分町 | 父の父*サンデーサイレンス Sunday Silence 1986 青鹿毛 アメリカ | Wishing Well                         | Understanding                        | Understanding    |
| 父 ハットトリック 2001 青鹿毛 北海道追分町 | 父の父*サンデーサイレンス Sunday Silence 1986 青鹿毛 アメリカ | Wishing Well                         | Mountain Flower                      |                  |
| 父 ハットトリック 2001 青鹿毛 北海道追分町 | 父の母*トリッキーコード Tricky Code 1991 黒鹿毛 アメリカ      | Lost Code                            | Codex                                | Codex            |
| 父 ハットトリック 2001 青鹿毛 北海道追分町 | 父の母*トリッキーコード Tricky Code 1991 黒鹿毛 アメリカ      | Lost Code                            | Loss Or Gain                         |                  |
| 父 ハットトリック 2001 青鹿毛 北海道追分町 | 父の母*トリッキーコード Tricky Code 1991 黒鹿毛 アメリカ      | Dam Clever                           | Damascus                             | Damascus         |
| 父 ハットトリック 2001 青鹿毛 北海道追分町 | 父の母*トリッキーコード Tricky Code 1991 黒鹿毛 アメリカ      | Dam Clever                           | Clever Bird                          |                  |
| 母 Rumored 1999 鹿毛 アメリカ              | 母の父*ロイヤルアカデミー Royal Academy II 1987 鹿毛 アメリカ | Nijinsky II                          | Northern Dancer                      | Northern Dancer  |
| 母 Rumored 1999 鹿毛 アメリカ              | 母の父*ロイヤルアカデミー Royal Academy II 1987 鹿毛 アメリカ | Nijinsky II                          | Flaming Page                         |                  |
| 母 Rumored 1999 鹿毛 アメリカ              | 母の父*ロイヤルアカデミー Royal Academy II 1987 鹿毛 アメリカ | Crimson Saint                        | Crimson Satan                        | Crimson Satan    |
| 母 Rumored 1999 鹿毛 アメリカ              | 母の父*ロイヤルアカデミー Royal Academy II 1987 鹿毛 アメリカ | Crimson Saint                        | Bolero Rose                          |                  |
| 母 Rumored 1999 鹿毛 アメリカ              | 母の母Bright Generation 1990 鹿毛 アイルランド                | Rainbow Quest                        | Blushing Groom                       | Blushing Groom   |
| 母 Rumored 1999 鹿毛 アメリカ              | 母の母Bright Generation 1990 鹿毛 アイルランド                | Rainbow Quest                        | I Will Follow                        |                  |
| 母 Rumored 1999 鹿毛 アメリカ              | 母の母Bright Generation 1990 鹿毛 アイルランド                | New Generation                       | Young Generation                     | Young Generation |
| 母 Rumored 1999 鹿毛 アメリカ              | 母の母Bright Generation 1990 鹿毛 アイルランド                | New Generation                       | Madina F-No.                         |                  |
| 母系(F-No.)                                | (FN:14-f)                                                     | (FN:14-f)                            | (FN:14-f)                            | [ § 3 ]          |
| 5代内の近親交配                            | 5代内アウトブリード                                           | 5代内アウトブリード                  | 5代内アウトブリード                  | [ § 4 ]          |
| 出典                                       | 1. 2. 3. 4.                                                   | 1. 2. 3. 4.                          | 1. 2. 3. 4.                          | 1. 2. 3. 4.      |

- 祖母Bright Generationは伊G1（当時）オークスイタリアーノ勝ち馬。その産駒に伊G3勝ち馬Fathayerがいる。
- 3代母New Generationの孫Holy Moonの産駒からはチャリティーライン、ファイナルスコアが伊G1リディアテシオ賞を姉妹制覇するなど、4頭の重賞勝ち馬が出ている。そのうち前述の2頭＋チェリーコレクトの計3頭が繁殖牝馬として日本に輸入されており、チェリーコレクトの産駒にダイアナブライト（2021年クイーン賞）とサトノグランツ（2023年京都新聞杯、神戸新聞杯）がいる。
- 4代母Madinaはモルニ賞勝ち馬。その子孫に米G1ホープフルステークス勝ち馬Great Navigatorなどがいる。

## 参考
- Consigned by Haras de Grandcamp - 血統など